# Upper Grand Lagoon, Florida
Upper Grand Lagoon är en ort (CDP) i Bay County, i delstaten Florida, USA. Enligt United States Census Bureau har orten en folkmängd på 13 963 invånare (2010) och en landarea på 21 km².